# Fort Plain
Fort Plain es una villa ubicada en el condado de Montgomery en el estado estadounidense de Nueva York. En el año 2000 tenía una población de 2,288 habitantes y una densidad poblacional de 648.6 personas por km².

## Geografía
Fort Plain se encuentra ubicada en las coordenadas 42°55′51″N 74°37′29″O / 42.93083, -74.62472.

## Demografía
Según la Oficina del Censo en 2000 los ingresos medios por hogar en la localidad eran de $27,476, y los ingresos medios por familia eran $40,302. Los hombres tenían unos ingresos medios de $28,462 frente a los $21,557 para las mujeres. La renta per cápita para la localidad era de $16,369. Alrededor del 14% de la población estaban por debajo del umbral de pobreza.